# Вудленд-Біч (Мічиган)
Вудленд-Біч (англ. Woodland Beach) — переписна місцевість (CDP) в США, в окрузі Монро штату Мічиган. Населення — 1899 осіб (2020).

## Географія
Вудленд-Біч розташований за координатами 41°56′30″ пн. ш. 83°18′50″ зх. д. / 41.94167° пн. ш. 83.31389° зх. д. (41.941718, -83.314014).  За даними Бюро перепису населення США в 2010 році переписна місцевість мала площу 1,36 км², з яких 1,35 км² — суходіл та 0,01 км² — водойми.

## Демографія
Згідно з переписом 2010 року, у переписній місцевості мешкало 2049 осіб у 771 домогосподарстві у складі 556 родин. Густота населення становила 1509 осіб/км².  Було 841 помешкання (619/км²).
Расовий склад населення:
| - 96,4 % — білих - 0,4 % — чорних або афроамериканців - 0,2 % — корінних американців |

До двох чи більше рас належало 2,4 %. Частка іспаномовних становила 2,5 % від усіх жителів.
За віковим діапазоном населення розподілялося таким чином: 25,3 % — особи молодші 18 років, 66,3 % — особи у віці 18—64 років, 8,4 % — особи у віці 65 років та старші. Медіана віку мешканця становила 35,8 року. На 100 осіб жіночої статі у переписній місцевості припадало 100,1 чоловіків;  на 100 жінок у віці від 18 років та старших — 99,0 чоловіків також старших 18 років.
Середній дохід на одне домашнє господарство  становив 59 716 доларів США (медіана — 47 500), а середній дохід на одну сім'ю — 67 398 доларів (медіана — 59 219). За межею бідності перебувало 14,9 % осіб, у тому числі 35,7 % дітей у віці до 18 років та 0,0 % осіб у віці 65 років та старших.
Цивільне працевлаштоване населення становило 773 особи. Основні галузі зайнятості: освіта, охорона здоров'я та соціальна допомога — 23,4 %, виробництво — 17,5 %, науковці, спеціалісти, менеджери — 13,5 %, роздрібна торгівля — 11,1 %.